# Кверс (Белуно)
Кверс (итал. Quers) је насеље у Италији у округу Белуно, региону Венето.
Према процени из 2011. у насељу је живело 67 становника. Насеље се налази на надморској висини од 636 м.